# Unione Sportiva Savoia 1908 2020-2021
Questa voce raccoglie le informazioni riguardanti l'Unione Sportiva Savoia 1908 nelle competizioni ufficiali della stagione 2020-2021.

## Stagione
La stagione 2020-2021 è la 98ª stagione sportiva del Savoia.
 In seguito alla rescissione consensuale con l'allenatore Carmine Parlato, che ha lasciato la panchina per motivi familiari, la società il 18 luglio ufficializza Salvatore Aronica come allenatore della prima squadra, coadiuvato dall'allenatore in seconda Rosario Compagno, ex biancoscudato.
La stagione del Savoia inizia ufficialmente il 17 agosto, data del raduno che è terminato il 22 agosto. Quindi il 24 agosto è iniziato il ritiro, svoltosi presso lo stadio Agostino Di Cicco di Sant'Anastasia e conclusosi il 4 settembre.
Il 10 settembre la Lega Nazionale Dilettanti ha ufficialmente rinviato alla stagione successiva l'edizione della Coppa Italia Serie D cui avrebbe dovuto partecipare il Savoia. Il 16 settembre vengono invece composti i gironi della Serie D 2020-2021, con gli oplontini inseriti nel girone G insieme a cinque squadre laziali, altre cinque campane e sette squadre sarde. L'esordio ufficiale è il 27 settembre sul campo del Monterosi e coincide con la prima sconfitta stagionale (2-1) del Savoia. Il 4 ottobre arriva la prima vittoria stagionale, per 2-1 nel derby con la Nocerina.
Il 5 novembre, a causa dell'emergenza Covid-19, il Consiglio del Dipartimento Interregionale sospende tutte le gare di Serie D previste dall'8 al 22 novembre. Il 13 dicembre, dopo più di 40 giorni di inattività, il Savoia scende nuovamente in campo in occasione del big match contro il Latina, perso per 2-0. Il 6 gennaio, dopo aver racimolato 2 punti in 4 gare e senza aver marcato alcuna rete, il Savoia ritorna alla vittoria battendo 3-0 il Giugliano a domicilio. Il 3 febbraio in virtù del pareggio a reti inviolate sul campo della Torres, ultima in classifica, la società comunica l'esonero del tecnico Aronica e l'affido temporaneo della panchina al duo Ottobre-Barbera. Il 5 febbraio viene ufficializzato l'arrivo di Mauro Chianese sulla panchina dei biancoscudati.
Il 21 febbraio si apre il girone di ritorno, con il Savoia che pareggia a reti inviolate in casa col Monterosi. Il 7 marzo, dopo il deludente pareggio subito in rimonta dall'Afragolese per 2-2, il tecnico Chianese viene esonerato. Al suo posto viene annunciato Giovanni Ferraro, coadiuvato da Pasquale Ottobre. Il 21 marzo, dopo otto pareggi di fila, il Savoia ritrova la vittoria battendo 2-0 il Carbonia. Il 6 giugno contro la Torres (1-1), dopo quasi 8 mesi, il Savoia torna a giocare una partita di campionato davanti al proprio pubblico.
Il 13 giugno si conclude il girone di ritorno, col Savoia che batte in extremis il Nuova Florida per 2-1 e consolida il terzo posto valevole per la disputa dei play-off. Dopo aver vinto per 2-0 la semifinale con il Vis Artena al Giraud, la compagine torrese non va oltre l'1-1 sul campo del Latina, dopo i tempi supplementari, che si aggiudica i play-off in virtù del miglior piazzamento in classifica. Nel mese di luglio 2021 Mazzamauro trasferisce il titolo sportivo in altra sede, con il club che perde il diritto di disputare la Serie D, ripartendo pertanto dall'Eccellenza.

## Divise e sponsor
Lo sponsor tecnico è Givova per il quinto anno consecutivo, mentre lo sponsor principale è Mazzamauro International di fatto legato alla proprietà dello stesso club.
La prima maglia è di colore bianco, con una striscia nera che parte dalla manica e percorre la distanza da un braccio all'altro lungo le spalle. Non c'è colletto, ma girocollo nero con sotto il marchio dello sponsor tecnico. In alto a sinistra è posizionato lo stemma societario, situato al centro di una croce color rosso che intende rimandare allo scudo sabaudo. La divisa away ha le stesse caratteristiche di quella home, ma con colori invertiti e la croce di colore bianco.

## Organigramma societario
Di seguito l'organigramma societario per la stagione 2020-2021:
Area direttiva
- Presidente: Elena Annunziata Mazzamauro
- Presidente onorario: Alfonso Mazzamauro
- Vice presidente: Renato Mazzamauro
- Direttore generale: Giovanni Rais

Area organizzativa
- Segretario generale:
- Tesoriere:
- Collaboratore della Segreteria Generale: Danilo Salvato[5]

Area comunicazione
- Responsabile: Francesca Flavio[33]; poi Francesco Falzarano[34]
- Addetto stampa: Francesco Falzarano
- Operatore video e videomaker: Pierpaolo Milone
- Graphic designer e fotografia: Nunzio Iovene

Area marketing
- Responsabile: Francesca Flavio
- Addetto Marketing e Merchandising: Alfredo Marchese

Area sportiva
- Direttore sportivo: Carlo Musa[5][35]; Danilo Salvato[36]
- Team manager: Antonio Pergola[5]
- Responsabile Settore Giovanile: Pasquale Ottobre[37]
- Direttore tecnico: Marco Ferrante[38]

Area tecnica
- Allenatore: Salvatore Aronica[1]; Pasquale Ottobre[2]; Mauro Chianese[3]; Giovanni Ferraro[4]
- Allenatore in seconda: Rosario Compagno[1]; Tony Barbera[2]; Pasquale Ottobre[4]
- Allenatore dei portieri: Domenico Corcione[1];Francesco Gallo
- Collaboratore tecnico: Gerardo Esposito
- Preparatore atletico: Raffaele Santoriello
- Capo magazziniere: Vincenzo Fico

Area sanitaria
- Medico sociale: Dott. Giovanni Porpora
- Nutrizionista: Dott. Saverio Mascolo
- Fisioterapista: Mario Contrada
- Massaggiatori: Andrea Vecchione e Pasquale Calise

## Rosa
Rosa aggiornata al 30 aprile 2021
| N. |                      | Ruolo | Calciatore               |
| -- | -------------------- | ----- | ------------------------ |
| 1  | Italia (bandiera)    | P     | Matteo Esposito          |
| 3  | Italia (bandiera)    | D     | Enrico Nespoli           |
| 4  | Italia (bandiera)    | C     | Salvatore D'Ancora       |
| 5  | Italia (bandiera)    | D     | Davide Porcaro           |
| 6  | Italia (bandiera)    | D     | Ciro Poziello (capitano) |
| 7  | Tunisia (bandiera)   | A     | Hassen Rekik             |
| 8  | Italia (bandiera)    | C     | Matteo Langella          |
| 8  | Italia (bandiera)    | C     | Antonio Tarascio         |
| 9  | Italia (bandiera)    | A     | Luca Orlando             |
| 9  | Italia (bandiera)    | C     | Tony Letizia             |
| 10 | Italia (bandiera)    | C     | Giuseppe Fornito         |
| 11 | Italia (bandiera)    | A     | Riccardo Correnti        |
| 12 | Italia (bandiera)    | P     | Francesco Cannizzaro     |
| 13 | Italia (bandiera)    | C     | Benjamin Boccioletti     |
| 16 | Italia (bandiera)    | D     | Giovanni Esposito        |
| 17 | Italia (bandiera)    | D     | Giovanni Caiazzo         |
| 18 | Italia (bandiera)    | C     | Domenico Russo           |
| 19 | Italia (bandiera)    | D     | Rocco Occhiuto           |
| 19 | Finlandia (bandiera) | A     | Adam Mekki               |
| 20 | Italia (bandiera)    | C     | Christian Mancini        |

| N. |                           | Ruolo | Calciatore             |
| -- | ------------------------- | ----- | ---------------------- |
| 21 | Italia (bandiera)         | C     | Roberto De Rosa        |
| 24 | Italia (bandiera)         | D     | Luigi Manzo            |
| 24 | Italia (bandiera)         | C     | Crescenzo Liccardo     |
| 25 | Italia (bandiera)         | A     | Gennaro Sorrentino     |
| 26 | Italia (bandiera)         | D     | Pierluigi Riccio       |
| 29 | Slovacchia (bandiera)     | A     | David Depetris         |
| 32 | Argentina (bandiera)      | C     | Ezequiel Melillo       |
| 33 | Costa d'Avorio (bandiera) | A     | Christ Kouadio         |
| 36 | Italia (bandiera)         | D     | Mario Acampora         |
| 44 | Gambia (bandiera)         | C     | Ismaila Badje          |
| 55 | Italia (bandiera)         | D     | Ciro Cipolletta        |
| 58 | Italia (bandiera)         | A     | Angelo Scalzone        |
| 68 | Italia (bandiera)         | C     | Kevin Stallone         |
| 72 | Italia (bandiera)         | D     | Andrea D'Auria         |
| 77 | Italia (bandiera)         | A     | Vincenzo Caso Naturale |
| 90 | Italia (bandiera)         | A     | Gennaro Esposito       |
| 91 | Italia (bandiera)         | P     | Vincenzo Mancino       |
| 98 | Albania (bandiera)        | A     | Luis Kacorri           |
| 99 | Italia (bandiera)         | A     | Giovanni Kyeremateng   |

## Calciomercato

### Sessione estiva(dal 1º luglio al 5 ottobre)
| Acquisti         | Acquisti                   | Acquisti             | Acquisti      |
| R.               | Nome                       | da                   | Modalità      |
| ---------------- | -------------------------- | -------------------- | ------------- |
| P                | Francesco Cannizzaro       | Trapani              | prestito      |
| P                | Matteo Esposito            | Juve Stabia          | prestito      |
| P                | Vincenzo Mancino           | Napoli               | prestito      |
| D                | Mario Acampora             | Avellino             | prestito      |
| D                | Luigi Manzo                | Taranto              | definitivo    |
| D                | Enrico Nespoli             | Genoa                | prestito      |
| D                | Rocco Occhiuto             | Casarano             | definitivo    |
| D                | Davide Porcaro             | Fidelis Andria       | definitivo    |
| C                | Ismaila Badje              | Vigor Perconti       | definitivo    |
| C                | Roberto De Rosa            | Sorrento             | definitivo    |
| C                | Salvatore D'Ancora         | Brindisi             | definitivo    |
| C                | Giuseppe Fornito           | Rende                | definitivo    |
| C                | Matteo Langella            | Nola                 | definitivo    |
| C                | Ezequiel Melillo           | Messina              | definitivo    |
| C                | Domenico Russo             | Avellino             | prestito      |
| C                | Kevin Stallone             |                      | svincolato    |
| A                | Riccardo Correnti          | Genoa                | prestito      |
| A                | Luis Kacorri               | Correggese           | definitivo    |
| A                | Giovanni Kyeremateng       | Vastogirardi         | definitivo    |
| Altre operazioni |                            |                      |               |
| R.               | Nome                       | da                   | Modalità      |
| P                | Alessandro Buono           | Locri                | fine prestito |
| P                | Francesco Giuseppe Restina | Angri                | fine prestito |
| D                | Simone Ciotola             | Acerrana             | fine prestito |
| D                | Giovanni Esposito          | Latina               | fine prestito |
| D                | Vincenzo Puleo             | Messina              | definitivo    |
| C                | Pasquale Liguoro           | Mariglianese         | fine prestito |
| C                | Antonio Mosca              | Nocerina             | definitivo    |
| C                | Manuel Penna               | Catanzaro            | definitivo    |
| A                | Giuseppe Pio Del Prete     | Comprensorio Vairano | fine prestito |
| A                | Hassen Rekik               | Gladiator            | fine prestito |

| Cessioni         | Cessioni              | Cessioni            | Cessioni      |
| R.               | Nome                  | a                   | Modalità      |
| ---------------- | --------------------- | ------------------- | ------------- |
| P                | Salvatore Prudente    | Aversa Normanna     | definitivo    |
| D                | Matteo Dionisi        | Trento              | definitivo    |
| D                | Antonio Guastamacchia | Taranto             | definitivo    |
| D                | Suleman Oyewale       | AZ Picerno          | definitivo    |
| D                | Genny Rondinella      | Chievo              | definitivo    |
| D                | Drissa Toure          | Licata              | definitivo    |
| C                | Vincenzo Bozzaotre    | Santa Maria Cilento | definitivo    |
| C                | Gabriel Chironi       | Linense             | definitivo    |
| C                | Vincenzo Gatto        | Trento              | definitivo    |
| C                | Tiziano Luciani       | Aprilia             | definitivo    |
| C                | Wilfred Osuji         | Trento              | definitivo    |
| C                | Mattia Tascone        | Casarano            | definitivo    |
| A                | Federico Cerone       | Brindisi            | definitivo    |
| A                | Alessandro De Vena    |                     | ritirato      |
| A                | Adama Diakité         | Nocerina            | definitivo    |
| A                | Giovanni Romano       | Santa Maria Cilento | definitivo    |
| Altre operazioni |                       |                     |               |
| R.               | Nome                  | da                  | Modalità      |
| P                | Claudio Casillo       | Juve Stabia         | fine prestito |
| D                | Simone Ciotola        | Sant'Anastasia      | prestito      |
| D                | Cristian Ferrari      | Puteolana           | definitivo    |
| D                | Vincenzo Puleo        | Acireale            | definitivo    |
| C                | Giovanni Caiazzo      | Cosenza             | fine prestito |
| C                | Antonio Mosca         | Puteolana           | definitivo    |
| C                | Manuel Penna          | Avellino            | prestito      |

### Sessione invernale(dal 3 gennaio al 1º febbraio)
| Acquisti         | Acquisti               | Acquisti   | Acquisti   |
| R.               | Nome                   | da         | Modalità   |
| ---------------- | ---------------------- | ---------- | ---------- |
| D                | Ciro Cipolletta        | Arezzo     | definitivo |
| D                | Christ Kouadio         |            | svincolato |
| C                | Benjamin Boccioletti   |            | svincolato |
| C                | Crescenzo Liccardo     | Afragolese | definitivo |
| C                | Antonio Tarascio       | Giugliano  | definitivo |
| A                | Vincenzo Caso Naturale | Afragolese | definitivo |
| A                | David Depetris         | AS Trenčín | definitivo |
| A                | Gennaro Esposito       | Puteolana  | definitivo |
| A                | Tony Letizia           |            | svincolato |
| A                | Gennaro Sorrentino     | Portici    | definitivo |
| Altre operazioni |                        |            |            |
| R.               | Nome                   | da         | Modalità   |
| A                | Adam Mekki             |            | svincolato |
| A                | Angelo Scalzone        | Puteolana  | definitivo |

| Cessioni         | Cessioni          | Cessioni         | Cessioni   |
| R.               | Nome              | a                | Modalità   |
| ---------------- | ----------------- | ---------------- | ---------- |
| D                | Luigi Manzo       | Audace Cerignola | definitivo |
| C                | Giovanni Esposito | Gladiator        | definitivo |
| C                | Matteo Langella   | Sorrento         | definitivo |
| C                | Christian Mancini | Lanusei          | definitivo |
| C                | Ezequiel Melillo  | Fasano           | definitivo |
| A                | Gennaro Esposito  |                  | svincolato |
| A                | Luis Kacorri      | Arzachena        | definitivo |
| A                | Luca Orlando      | Siena            | definitivo |
| A                | Angelo Scalzone   | Puteolana        | definitivo |
| Altre operazioni |                   |                  |            |
| R.               | Nome              | a                | Modalità   |
| P                | Domenico Coppola  | Afragolese       | definitivo |
| D                | Davide Porcaro    | Castrovillari    | definitivo |
| D                | Rocco Occhiuto    |                  | svincolato |

## Risultati

### Serie D

#### Girone di andata
| Arbitro: | Campagni (Firenze) |

|                             |           |                       |
| Cancellieri 10’ Lucatti 72’ | Marcatori | 2’ (rig.) Kyeremateng |

| Arbitro: | Agostoni (Milano) |

|                             |           |            |
| Kyeremateng 57’, 69’ (rig.) | Marcatori | 3’ Dammaco |

| Arbitro: | Gandino (Alessandria) |

|                     |           |                                               |
| Sabatini 57’ (rig.) | Marcatori | 20’, 45’ D'Ancora 26’ Kyeremateng 73’ De Rosa |

| Arbitro: | Iacobellis (Pisa) |

|                          |           |  |
| Fornito 18’ Poziello 73’ | Marcatori |  |

| Arbitro: | Papale (Torino) |

|  |           |                      |
|  | Marcatori | 19’, 40’ Kyeremateng |

| Torre Annunziata 1º novembre 2020, ore 14:30 CET 6ª giornata | Savoia            | 0 – 0 referto | Arzachena | Stadio Alfredo Giraud (0 spett.)\| Arbitro: \| Sacchi (Macerata) \| |
| Arbitro:                                                     | Sacchi (Macerata) |               |           |                                                                     |

| Arbitro: | Pistarelli (Fermo) |

|                             |           |  |
| Giorgini 23’ Alessandro 40’ | Marcatori |  |

| Arbitro: | Leone (Barletta) |

|  |           |                       |
|  | Marcatori | 55’ Nurchi 66’ Virdis |

| Torre Annunziata 23 dicembre 2020, ore 14:30 CET 9ª giornata | Savoia             | 0 – 0 referto | Gladiator | Stadio Alfredo Giraud (0 spett.)\| Arbitro: \| Gianquinto (Parma) \| |
| Arbitro:                                                     | Gianquinto (Parma) |               |           |                                                                      |

| Arbitro: | Di Francesco (Ostia Lido) |

|  |           |                                              |
|  | Marcatori | 48’ Orlando 56’ Kyeremateng 74’ Ge. Esposito |

| Arbitro: | Maccarini (Arezzo) |

|              |           |  |
| Poziello 33’ | Marcatori |  |

| Arbitro: | Tona Mbei (Cuneo) |

|                     |           |           |
| Carcione 38’ (rig.) | Marcatori | 30’ Manzo |

| Arbitro: | Catanzaro (Catanzaro) |

|  |           |                            |
|  | Marcatori | 9’ De Rosa 83’ Kyeremateng |

| Arbitro: | De Angeli (Milano) |

|                  |           |           |
| Ge. Esposito 45’ | Marcatori | 13’ Sakhi |

| Sassari 3 febbraio 2021, ore 14:30 CET 15ª giornata | Torres          | 0 – 0 referto | Savoia | Stadio Vanni Sanna (0 spett.)\| Arbitro: \| Arnaut (Padova) \| |
| Arbitro:                                            | Arnaut (Padova) |               |        |                                                                |

| Torre Annunziata 7 febbraio 2021, ore 14:30 CET 16ª giornata | Savoia           | 0 – 0 referto | Nola | Stadio Alfredo Giraud (0 spett.)\| Arbitro: \| Zanotti (Rimini) \| |
| Arbitro:                                                     | Zanotti (Rimini) |               |      |                                                                    |

| Ardea 17 marzo 2021, ore 14:30 CET 17ª giornata | Team Nuova Florida   | 0 – 0 referto | Savoia | Stadio Marco Mazzucchi (0 spett.)\| Arbitro: \| Giampietro (Pescara) \| |
| Arbitro:                                        | Giampietro (Pescara) |               |        |                                                                         |

#### Girone di ritorno
| Torre Annunziata 21 febbraio 2021, ore 14:30 CET 18ª giornata | Savoia                 | 0 – 0 referto | Monterosi Tuscia | Stadio Alfredo Giraud (0 spett.)\| Arbitro: \| Arcidiacono (Acireale) \| |
| Arbitro:                                                      | Arcidiacono (Acireale) |               |                  |                                                                          |

| Angri 24 febbraio 2021, ore 14:30 CET 19ª giornata | Nocerina           | 0 – 0 referto | Savoia | Stadio Pasquale Novi (0 spett.)\| Arbitro: \| Bonacina (Bergamo) \| |
| Arbitro:                                           | Bonacina (Bergamo) |               |        |                                                                     |

| Torre Annunziata 28 febbraio 2021, ore 14:30 CET 20ª giornata | Savoia               | 0 – 0 referto | Vis Artena | Stadio Alfredo Giraud (0 spett.)\| Arbitro: \| Pezzopane (L'Aquila) \| |
| Arbitro:                                                      | Pezzopane (L'Aquila) |               |            |                                                                        |

| Arbitro: | Mucera (Palermo) |

|                            |           |                             |
| Fava 53’ (rig.) Energe 69’ | Marcatori | 22’ (rig.), 47’ Kyeremateng |

| Arbitro: | Bracaccini (Macerata) |

|                   |           |  |
| Depetris 10’, 59’ | Marcatori |  |

| Arbitro: | Tagliente (Brindisi) |

|           |           |  |
| Rossi 51’ | Marcatori |  |

| Arbitro: | Burlando (Genova) |

|                                                              |           |                                                        |
| Depetris 8’ Kyeremateng 31’ Caso Naturale 65’ Cipolletta 78’ | Marcatori | 40’ Corsetti 87’ (aut.) Kouadio 90+3’ (rig.) Calabrese |

| Arbitro: | Gangi (Enna) |

|              |           |                                   |
| Demartis 59’ | Marcatori | 6’ Caso Naturale 12’, 47’ De Rosa |

| Santa Maria Capua Vetere 14 aprile 2021, ore 15:00 CEST 26ª giornata | Gladiator           | 0 – 0 referto | Savoia | Stadio Mario Piccirillo (0 spett.)\| Arbitro: \| Ramondino (Palermo) \| |
| Arbitro:                                                             | Ramondino (Palermo) |               |        |                                                                         |

| Arbitro: | Ursini (Pescara) |

|                           |           |  |
| D'Ancora 50’ Poziello 82’ | Marcatori |  |

| Arbitro: | Cadirola (Milano) |

|                   |           |             |
| Scotto 30’ (rig.) | Marcatori | 65’ Caiazzo |

| Arbitro: | Cosseddu (Nuoro) |

|  |           |              |
|  | Marcatori | 24’ Ricamato |

| Arbitro: | Tesi (Lucca) |

|             |           |  |
| De Rosa 85’ | Marcatori |  |

| Arbitro: | Pacella (Roma2) |

|            |           |                 |
| Virdis 82’ | Marcatori | 27’ Kyeremateng |

| Arbitro: | Tartarone (Frosinone) |

|                   |           |               |
| Caso Naturale 72’ | Marcatori | 74’ Vavassori |

| Arbitro: | Mastrodomenico (Matera) |

|  |           |                  |
|  | Marcatori | 7’ Caso Naturale |

| Arbitro: | Marangone (Udine) |

|                                 |           |              |
| Kyeremateng 9’ Cipolletta 90+4’ | Marcatori | 56’ D'Uffizi |

#### Play-off
| Arbitro: | Frosi (Treviglio) |

|                          |           |  |
| De Rosa 88’ D'Ancora 89’ | Marcatori |  |

| Arbitro: | Leone (Barletta) |

|              |           |                    |
| Di Renzo 14’ | Marcatori | 80’ (rig.) Letizia |

## Statistiche

### Statistiche di squadra
| Competizione | Punti | In casa | In casa | In casa | In casa | In casa | In casa | In trasferta | In trasferta | In trasferta | In trasferta | In trasferta | In trasferta | Totale | Totale | Totale | Totale | Totale | Totale | DR  |
| Competizione | Punti | G       | V       | N       | P       | Gf      | Gs      | G            | V            | N            | P            | Gf           | Gs           | G      | V      | N      | P      | Gf     | Gs     | DR  |
| ------------ | ----- | ------- | ------- | ------- | ------- | ------- | ------- | ------------ | ------------ | ------------ | ------------ | ------------ | ------------ | ------ | ------ | ------ | ------ | ------ | ------ | --- |
| Serie D      | 57    | 17      | 8       | 7       | 2       | 18      | 10      | 17           | 6            | 8            | 3            | 21           | 12           | 34     | 14     | 15     | 5      | 39     | 22     | +17 |
| Play-off     | -     | 1       | 1       | 0       | 0       | 2       | 0       | 1            | 0            | 1            | 0            | 1            | 1            | 2      | 1      | 1      | 0      | 3      | 1      | +2  |
| Coppa Italia | -     | -       | -       | -       | -       | -       | -       | -            | -            | -            | -            | -            | -            | -      | -      | -      | -      | -      | -      | -   |
| Totale       | -     | 18      | 9       | 7       | 2       | 20      | 10      | 18           | 6            | 9            | 3            | 22           | 13           | 36     | 15     | 16     | 5      | 42     | 23     | +19 |

### Andamento in campionato
| Giornata  | 1  | 2 | 3 | 4 | 5 | 6 | 7 | 8 | 9 | 10 | 11 | 12 | 13 | 14 | 15 | 16 | 17 | 18 | 19 | 20 | 21 | 22 | 23 | 24 | 25 | 26 | 27 | 28 | 29 | 30 | 31 | 32 | 33 | 34 |
| --------- | -- | - | - | - | - | - | - | - | - | -- | -- | -- | -- | -- | -- | -- | -- | -- | -- | -- | -- | -- | -- | -- | -- | -- | -- | -- | -- | -- | -- | -- | -- | -- |
| Luogo     | T  | C | T | C | T | C | T | C | C | T  | C  | T  | T  | C  | T  | C  | T  | C  | T  | C  | T  | C  | T  | C  | T  | T  | C  | T  | C  | C  | T  | C  | T  | C  |
| Risultato | P  | V | V | V | V | N | P | P | N | V  | V  | N  | V  | N  | N  | N  | N  | N  | N  | N  | N  | V  | P  | V  | V  | N  | V  | N  | P  | V  | N  | N  | V  | V  |
| Posizione | 15 | 8 | 5 | 4 | 2 | 1 | 3 | 5 | 5 | 4  | 3  | 3  | 3  | 3  | 4  | 3  | 5  | 4  | 6  | 7  | 6  | 5  | 6  | 5  | 4  | 4  | 4  | 4  | 5  | 4  | 4  | 4  | 3  | 3  |

Legenda:

Luogo: C = Casa; T = Trasferta. Risultato: R = Rinviata; V = Vittoria; N = Pareggio; P = Sconfitta.

### Statistiche dei giocatori
Sono in corsivo i calciatori che hanno lasciato la società a stagione in corso.
| Giocatore        | Serie D  | Serie D | Serie D     | Serie D    | Coppa Italia | Coppa Italia | Coppa Italia | Coppa Italia | Totale   | Totale | Totale      | Totale     |
| Giocatore        | Presenze | Reti    | Ammonizioni | Espulsioni | Presenze     | Reti         | Ammonizioni  | Espulsioni   | Presenze | Reti   | Ammonizioni | Espulsioni |
| ---------------- | -------- | ------- | ----------- | ---------- | ------------ | ------------ | ------------ | ------------ | -------- | ------ | ----------- | ---------- |
| M. Acampora      | 0        | 0       | 0           | 0          | -            | -            | -            | -            | 0        | 0      | 0           | 0          |
| I. Badje         | 8        | 0       | 0           | 0          | -            | -            | -            | -            | 8        | 0      | 0           | 0          |
| B. Boccioletti   | 5        | 0       | 1           | 0          | -            | -            | -            | -            | 5        | 0      | 1           | 0          |
| G. Caiazzo       | 22       | 1       | 6           | 0          | -            | -            | -            | -            | 22       | 1      | 6           | 0          |
| F. Cannizzaro    | 2        | -3      | 0           | 0          | -            | -            | -            | -            | 2        | -3     | 0           | 0          |
| V. Caso Naturale | 20+2     | 4       | 2           | 0          | -            | -            | -            | -            | 22       | 4      | 2           | 0          |
| D. Cavaiola      | 1        | 0       | 0           | 0          | -            | -            | -            | -            | 1        | 0      | 0           | 0          |
| C. Cipolletta    | 18+2     | 2       | 6           | 1          | -            | -            | -            | -            | 20       | 2      | 6           | 1          |
| R. Correnti      | 27+2     | 0       | 3+1         | 0          | -            | -            | -            | -            | 29       | 0      | 4           | 0          |
| S. D'Ancora      | 32+2     | 3+1     | 4           | 1          | -            | -            | -            | -            | 34       | 4      | 4           | 1          |
| A. D'Auria       | 1        | 0       | 0           | 0          | -            | -            | -            | -            | 1        | 0      | 0           | 0          |
| R. De Rosa       | 32+2     | 5+1     | 8+1         | 0          | -            | -            | -            | -            | 34       | 6      | 9           | 0          |
| D. Depetris      | 12+2     | 3       | 0           | 0          | -            | -            | -            | -            | 14       | 3      | 0           | 0          |
| Ge. Esposito     | 11       | 2       | 0           | 0          | -            | -            | -            | -            | 11       | 2      | 0           | 0          |
| Gi. Esposito     | 3        | 0       | 0           | 0          | -            | -            | -            | -            | 3        | 0      | 0           | 0          |
| M. Esposito      | 32+2     | -18+-1  | 2           | 0          | -            | -            | -            | -            | 34       | -19    | 2           | 0          |
| G. Fornito       | 18+1     | 1       | 5           | 0+1        | -            | -            | -            | -            | 19       | 1      | 5           | 1          |
| L. Kacorri       | 9        | 0       | 0           | 0          | -            | -            | -            | -            | 9        | 0      | 0           | 0          |
| C. Kouadio       | 21+2     | 0       | 4           | 1          | -            | -            | -            | -            | 23       | 0      | 4           | 1          |
| G. Kyeremateng   | 31+2     | 13      | 3+1         | 1          | -            | -            | -            | -            | 33       | 13     | 4           | 1          |
| M. Langella      | 1        | 0       | 0           | 0          | -            | -            | -            | -            | 1        | 0      | 0           | 0          |
| T. Letizia       | 3+2      | 0+1     | 0           | 0          | -            | -            | -            | -            | 5        | 1      | 0           | 0          |
| C. Liccardo      | 13+2     | 0       | 6           | 0          | -            | -            | -            | -            | 15       | 0      | 6           | 0          |
| C. Mancini       | 3        | 0       | 0           | 0          | -            | -            | -            | -            | 3        | 0      | 0           | 0          |
| V. Mancino       | 0        | -0      | 0           | 0          | -            | -            | -            | -            | 0        | -0     | 0           | 0          |
| L. Manzo         | 17       | 1       | 3           | 0          | -            | -            | -            | -            | 17       | 1      | 3           | 0          |
| A. Mekki         | 2        | 0       | 0           | 0          | -            | -            | -            | -            | 2        | 0      | 0           | 0          |
| E. Melillo       | 4        | 0       | 1           | 0          | -            | -            | -            | -            | 4        | 0      | 1           | 0          |
| E. Nespoli       | 4        | 0       | 1           | 0          | -            | -            | -            | -            | 4        | 0      | 1           | 0          |
| R. Occhiuto      | 3        | 0       | 1           | 1          | -            | -            | -            | -            | 3        | 0      | 1           | 1          |
| L. Orlando       | 13       | 1       | 2           | 1          | -            | -            | -            | -            | 13       | 1      | 2           | 1          |
| D. Porcaro       | 1        | 0       | 0           | 0          | -            | -            | -            | -            | 1        | 0      | 0           | 0          |
| C. Poziello      | 32+2     | 3       | 5           | 1          | -            | -            | -            | -            | 34       | 3      | 5           | 1          |
| P. Riccio        | 24+2     | 0       | 4           | 1          | -            | -            | -            | -            | 26       | 0      | 4           | 1          |
| D. Russo         | 16+2     | 0       | 3           | 0          | -            | -            | -            | -            | 18       | 0      | 3           | 0          |
| A. Scalzone      | 13       | 0       | 1           | 1          | -            | -            | -            | -            | 13       | 0      | 1           | 1          |
| G. Sorrentino    | 14       | 0       | 0           | 0          | -            | -            | -            | -            | 14       | 0      | 0           | 0          |
| K. Stallone      | 13       | 0       | 0           | 0          | -            | -            | -            | -            | 13       | 0      | 0           | 0          |
| A. Tarascio      | 18+2     | 0       | 1           | 0          | -            | -            | -            | -            | 20       | 0      | 1           | 0          |